# Almançora
Almançora ou Mançura (المنصورة al-manṣūrah, em árabe) é uma cidade do nordeste do Egipto, localizada no leste do Delta do Nilo, a 120 km do Cairo. Com uma população estimada em 371 000 habitantes (1992), é a capital da província egípcia de Dakahlia.
A cidade é um centro comercial e industrial (indústria têxteis e alimentares) e abriga a Universidade de Almançora (1972) e o instituto politécnico (1957). Almançora é uma das maiores cidades do Egipto, após o Cairo, Alexandria e Porto Said.
Almançora foi fundada em 1219 pelo irmão de Saladino, Abu Becre Malik Al-Adil I, da dinastia aiúbida. Após a vitória dos egípcios no local contra os cruzados durante a Sétima Cruzada, a cidade recebeu o nome المنصورة al-manṣūrah, "a vitoriosa".

## Etimologia
O árabe المنصورة al-manṣūrah significa "a vitoriosa", a partir do substantivo نصر naṣr, "vitória". Designa cidades no Marrocos, Tunísia e Egito, cujo nome, em português, é transliterado como "Almançora". Com relação especificamente à cidade egípcia, ocorre por vezes em português também a alternativa "Mançura", originária do francês Mansourah.